# NGC 2835
NGC 2835 في الفهرس العام الجديد، هي مجرة، تقع في كوكبة الشجاع. اكتشفت في 13 أبريل 1884 بواسطة إدوارد إيمرسون برنارد.

## روابط خارجية
- NGC 2835 على موقع ويكي سكاي: DSS2, SDSS, GALEX, IRAS, Hydrogen α, X-Ray, Astrophoto, Sky Map, Articles and images